# Nastus ambrensis
Nastus ambrensis är en gräsart som beskrevs av Aimée Antoinette Camus. Nastus ambrensis ingår i släktet Nastus och familjen gräs. Inga underarter finns listade i Catalogue of Life.